# Konewo (obwód Szumen)
Konewo (bułg. Конево) – wieś w Bułgarii, w obwodzie Szumen, w gminie Wyrbica. W 2024 roku liczyła 364 mieszkańców.